# 李世淳
李世淳，中华人民共和国政治人物、外交官。
1985年，任中华人民共和国驻越南大使。1989年，接替张德维，担任中华人民共和国驻泰国大使。1993年，由金桂华接任。